# Bandeira de Orlândia
A bandeira de Orlândia, juntamente com o brasão e hino, constituem os símbolos do município de Orlândia. A bandeira orlandina é retangular e dividida em duas faixas, uma azul e outra vermelha, nas proporções de 6:10 (altura:comprimento). Traz ao centro o mapa de São Paulo estilizado em forma poligonal em branco, ostentando o brasão do município no centro.
Foi instituída em 11 de março de 1974 pelo prefeito Cyro Armando Catta Preta através da lei 867.

## Significado
A cor azul da bandeira representa a beleza da paisagem da cidade e a amenidade do clima do município. A cor vermelha referencia a coragem, luta e generosidade da população orlandina.
O mapa de São Paulo ao centro representa o estado onde se situa a cidade.